# Liga Rosarina de Fútbol
La Liga Rosarina de fútbol fue el máximo organismo rector del fútbol de la ciudad de Rosario entre los años 1905 y 1930.  A partir de 1913, el ganador del campeonato de Primera División del fútbol de Rosario representaba a la Liga Rosarina en la Copa Dr. Carlos Ibarguren, jugando por el "Campeonato Argentino" ante el campeón de la Primera División de Argentina.

## Historia

### La Copa Pinasco
Entre 1900 y 1907, los equipos de los clubes Atlético del Rosario y Rosario Central participaban de la Copa de Competencia de Primera División, que era organizada por la Argentine Football Association, entidad predecesora de la AFA, en la que intervinieron también, hasta 1906, clubes de la ciudad de Montevideo, República Oriental del Uruguay.
En 1905, a instancias del presidente de Newell's Old Boys, Víctor Heitz, fueron convocados los representantes de Atlético del Rosario, Rosario Central y Atlético Argentino, dando lugar a la creación de la Liga Rosarina de Fútbol. Esta entidad organizó un torneo de segunda división, que se constituyó en la primera competición autónoma de la provincia.  El trofeo que premió al ganador fue una copa donada por el intendente de Rosario, Santiago Pinasco. Debido a eso, el concurso se denominó Copa Santiago Pinasco. 
En su segunda reunión, la Liga decidió que los equipos que disputaban la Copa de Competencia no podrían utilizar a los jugadores que participaban de ese certamen en el torneo local, por lo que Atlético del Rosario y Rosario Central estaban impedidos de presentar su primer equipo.
En su tercer encuentro, celebrado el 26 de abril, se afiliaron dos nuevos clubes: Provincial y The Córdoba & Rosario Railway Athletic Club, con lo que fueron seis los equipos que disputaron el primer campeonato local.

### La creación del torneo de Primera: la Copa Nicasio Vila
En 1907, por el fuerte crecimiento que tenía el fútbol, en el país en general y en la ciudad en particular, se creó la Copa Nicasio Vila, como campeonato de primera división, y a la Copa de Competencia pasó a disputarla el ganador de ese torneo. El trofeo tomó su nombre en honor al por entonces intendente de la ciudad, don Nicasio Vila. Por su parte, la Copa Pinasco siguió siendo el campeonato de segunda división, y también se creó la Copa Comercio, como torneo de tercera categoría.

### La crisis de 1912
El año 1912 fue tremendamente desafortunado para el fútbol rosarino. No había prácticamente un partido que terminara normalmente: las agresiones hacia los árbitros, equipos que se iban de la cancha, y resoluciones de dudosa parcialidad emitidas por la Liga Rosarina de Fútbol provocaron un ambiente de caos que determinó la suspensión de los campeonatos.
El primer club que se desvinculó fue Sparta, luego le siguió Tiro Federal, cuyos dirigentes mandaron una carta a la Liga, notificándole su desafiliación. La respuesta fue la expulsión del club tirolense.
Posteriormente, cuatro jugadores de Rosario Central fueron designados para jugar contra la Selección uruguaya por la Copa Mariano Reyna: Serapio Acosta, Ignacio Rota, Harry Hayes y Pablo Molina, pero el día del partido no aparecieron. Se negaron a jugar debido a que la Liga no convocó para el combinado rosarino a su compañero Zenón Díaz, defensor central usual y titular en el combinado de la ciudad. Mandaron después una nota a la Liga diciendo lo siguiente: "Ha sido excluido del equipo el señor Zenón Díaz por causas que no comprendemos, siendo, como ha sido siempre, uno de los mejores defensores del equipo y en más de una ocasión su principal apoyo". A su vez, la Liga suspendió a los jugadores por "rebeldes". Este hecho, desencadenó en una bifurcación en el camino que hasta aquí venía recorriendo el fútbol rosarino, y al igual que Sparta y Tiro Federal, Rosario Central se desafilió de la Liga. Así, los tres clubes decidieron romper definitivamente con la esta institución, quedando desafíliados de la misma. Por ende, el campeonato de Liga de 1912 se suspendió y no hubo un campeón delcarado.
Así, en 1913 se creó la nueva entidad: la Federación Rosarina de Football, que  instaló su sede en la calle San Lorenzo 1220. A estos tres clubes se unieron Embarcaderos Córdoba y Rosario (que más tarde daría origen a Argentino de Rosario) y Brown de Santa Fe. Asimismo, la Federación rosarina se afilió a la Federación Argentina de Football.
En 1914, se resolvieron los conflictos y ambas competiciones (Liga y Federación) se fusionaron. Así, los clubes que habían sido excluidos de la Liga Rosarina volvieron a competir en la Copa Nicasio Vila de aquel año.

### Una nueva crisis en 1920
Los problemas con la directiva de la LRF volvieron a suceder en 1920. Ese año, Rosario Central junto a otros clubes, abandonaron nuevamente la Liga Rosarina por conflictos y fundaron la llamada Asociación Amateurs Rosarina de Football. La nueva asociación estuvo afiliada a la AAmF y participó en el Campeonato Argentino de interligas. A los dos años, se solucionaron los problemas y tanto Central como el resto de los equipos disidentes volvieron a participar en el campeonato oficial.

### El fin de la era amateur y el comienzo del profesionalismo
En el año 1931 el fútbol argentino sufrió una gran transformación: los futbolistas pasan del amateurismo al profesionalismo, y de esta manera comenzaron a cobrar sueldos y a firmar un contrato por su trabajo como futbolistas. Así, en Rosario se creó la nueva Asociación Rosarina de Fútbol, y comenzaron a disputarse los primeros campeonatos profesionales de Argentina.

## Campeones

### Copa Pinasco (Segunda División)
- 1905 Newell's Old Boys
- 1906 Newell's Old Boys

### Copa Nicasio Vila (Primera División)
- 1907 Newell's Old Boys
- 1908 Rosario Central
- 1909 Newell's Old Boys
- 1910 Newell's Old Boys
- 1911 Newell's Old Boys
- 1912  No terminó de disputarse.
- 1913 Newell's Old Boys
- 1914 Rosario Central
- 1915 Rosario Central
- 1916 Rosario Central
- 1917 Rosario Central
- 1918 Newell's Old Boys
- 1919 Rosario Central
- 1920 Tiro Federal
- 1921 Newell's Old Boys
- 1922 Newell's Old Boys
- 1923 Rosario Central
- 1924 Belgrano
- 1925 Tiro Federal
- 1926 Tiro Federal
- 1927 Rosario Central
- 1928 Rosario Central
- 1929 Newell's Old Boys
- 1930 Rosario Central

## Palmarés de Primera División
- Rosario Central 10

- Newell's Old Boys 9

- Tiro Federal 3

- Belgrano 1